# Nučice (district de Prague-Ouest)
Pour les articles homonymes, voir Nučice.
Nučice (en allemand : Nutschitz) est une commune du district de Prague-Ouest, dans la région de Bohême-Centrale, en Tchéquie. Sa population s'élevait à 2 248 habitants en 2020.

## Géographie
Nučice se trouve à 2 km au sud de Rudná, à 9 km au nord-ouest de Černošice et à 15,5 km au sud-ouest du centre de Prague.
La commune est limitée par Rudná au nord, par Jinočany et Dobříč à l'est, par Tachlovice, Mezouň et Vysoký Újezd au sud, et par Loděnice et Chrustenice à l'ouest.

## Histoire
La première mention écrite de la localité date de 1037. Après la mise en exploitation d'un gisement de minerai de fer à Krahulov, près de Nučice, en 1845, le caractère rural du village changea. Des mineurs de Hořovice et de Příbram arrivèrent à Nučice. Le 20 octobre 1857, la Prager Eisenindustriegesellschaft (PEG) reçut la concession d'une ligne de chemin de fer entre ses forges de Kladno et les mines de fer de Nučice. Le chemin de fer, long de 22,7 km fut ouvert au trafic le 7 janvier 1858.

## Transports
Par la route, Nučice se trouve à 2,2 km de Rudná, à 14 km de Černošice et à 24 km du centre de Prague